# 侯杖子站
侯杖子站是一个锦承线上的铁路车站，位于辽宁省凌源市侯杖子，建于1935年，目前为五等站，邮政编码为122524。目前客运：办理旅客乘降；不办理行李、包裹托运；不办理货运营业。